# Embraer 145

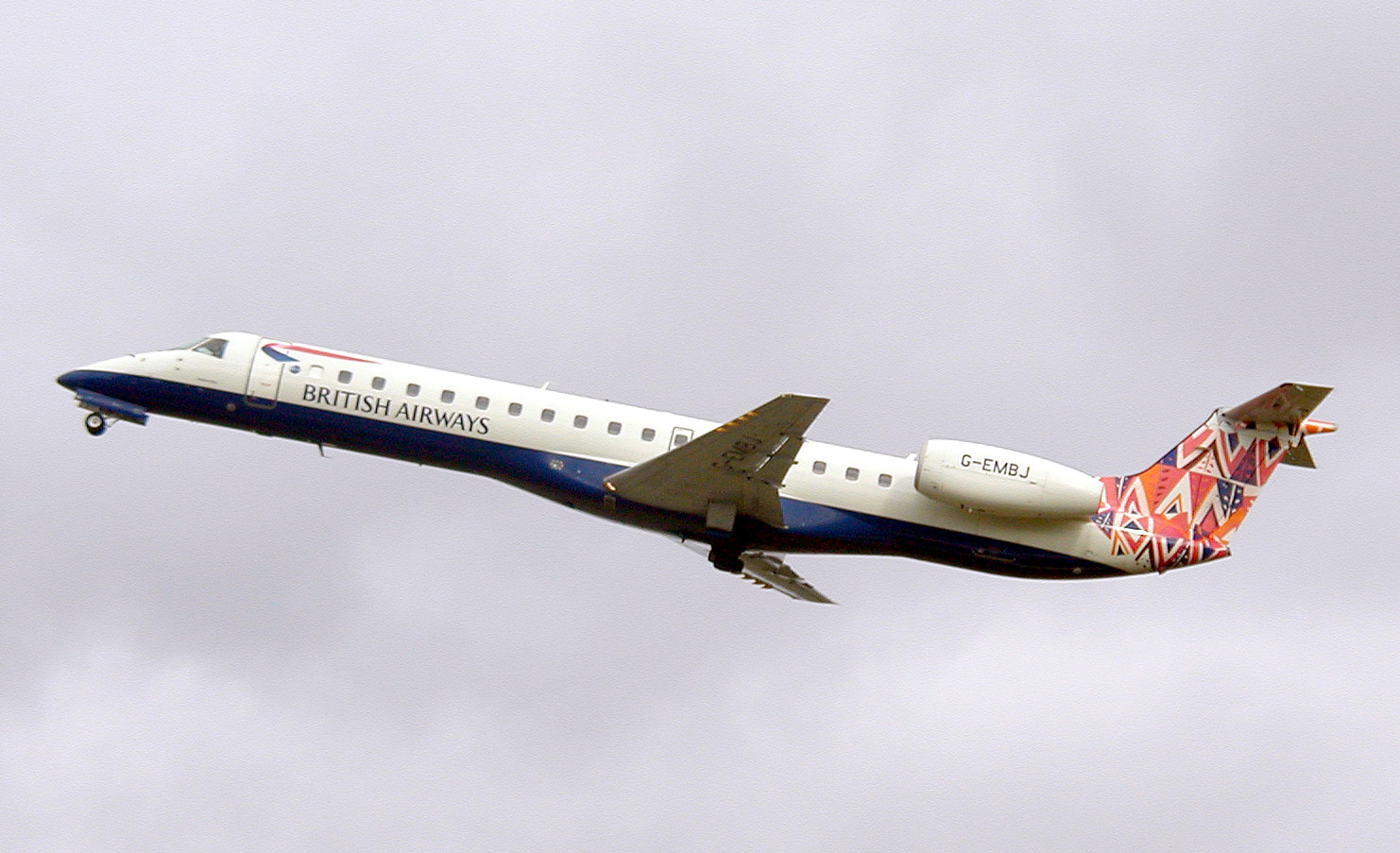
Embraer ERJ-145 linii lotniczych British Airways

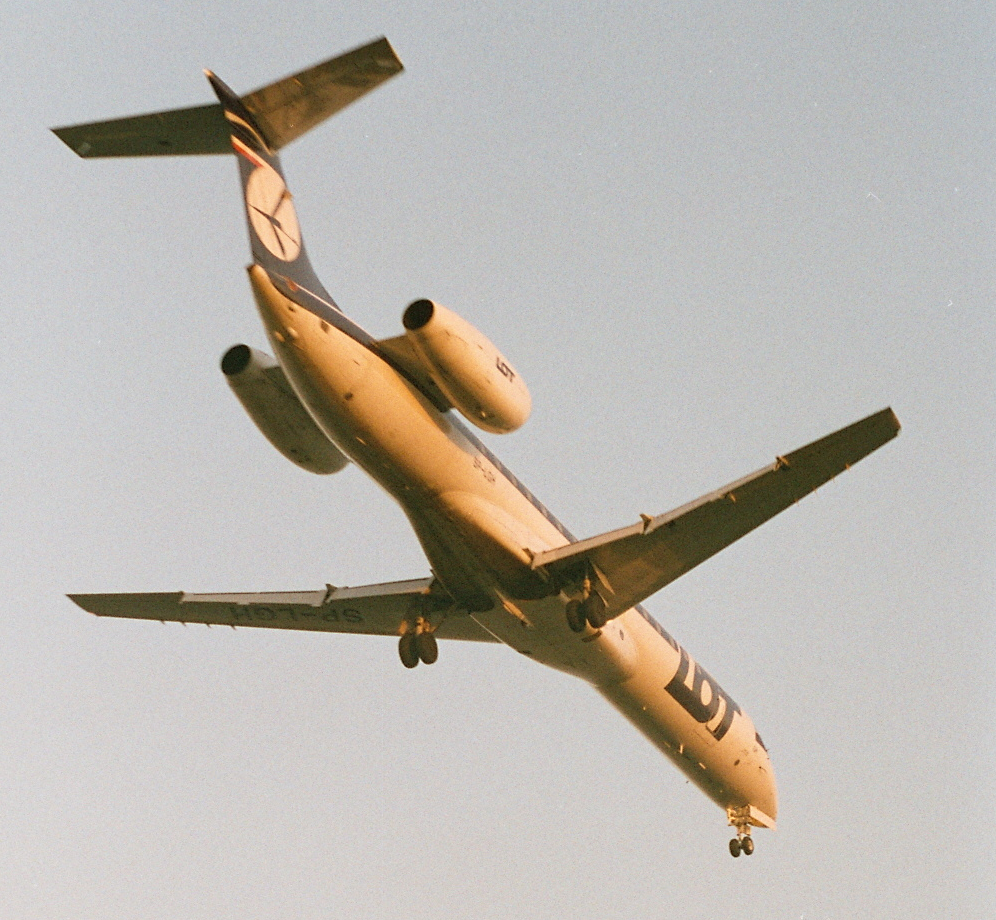
Embraer ERJ-145 LOT-u podczas lądowania na lotnisku Okęcie

Embraer ERJ 145 – typ regionalnego odrzutowego samolotu pasażerskiego brazylijskiego przedsiębiorstwa Embraer, dostosowany również do potrzeb lotnictwa wojskowego. W wersji podstawowej pasażerskiej, ERJ-145, może zabrać na pokład 50 pasażerów (48 lub 49 po wbudowaniu szafy). Pierwszy egzemplarz wyprodukowano i oblatano w Brazylii 11 sierpnia 1995 r., a skompletowanie tysięcznego egzemplarza świętowano 28 września 2007 r., w Harbinie (Chiny), gdzie od 2003 r. istnieje montownia na potrzeby chińskiego rynku. W wersjach pasażerskich samolot posiada ustawienie siedzeń w trybie 1×2 (2 po prawej stronie i 1 po lewej).

## Wersje
W obecnej produkcji są następujące wersje tego samolotu:
- podstawowa: ERJ-145 (STD)
  - istnieją podwersje 145 dla poszczególnych rynków:
    - ERJ-145 EU – Model dla rynku europejskiego. Zabiera tyle samo paliwa co 145 STD (4174 kg), posiadając zwiększony parametr masy przy starcie MTOW (19 990 kg).
    - ERJ-145 ER – Extended Range, o wydłużonym zasięgu. Jest to nadal podstawowy model 145.
    - ERJ-145 EP – Zabiera tyle samo paliwa co 145 ER (4174 kg), posiadając zwiększony parametr masy startu MTOW (20 990 kg).
    - ERJ-145 LR – Long Range, o dalekim zasięgu. Zabiera więcej paliwa, posiadając lepsze silniki.
    - ERJ-145 LU – Zabiera tyle samo paliwa co 145 LR (5187 kg), posiadając zwiększony parametr masy przy starcie MTOW (21 990 kg).
    - ERJ-145 MK – Zabiera tyle samo paliwa co 145 STD, posiadając ten sam parametr maksymalnej masy lądowania (MLW), ten sam parametr masy przy starcie MTOW (4174 kg) i zmieniony parametr maksymalnej masy zero paliwa (MZFW, 7700 kg).
- nieco skrócona wersja o zwiększonym zasięgu: ERJ-140 na potrzeby rynku USA:
  - podwersja ERJ-140 ER – Extended Range, o wydłużonym zasięgu. Stanowi proste skrócenie ERJ-145, zabierając 44 pasażerów (o 6 mniej).
  - podwersja ERJ-140 LR – Long Range, o dalekim zasięgu. Zabiera więcej paliwa, posiadając lepsze silniki.
- wersja skrócona o 3,6 m o jeszcze zwiększonym zasięgu: ERJ-135
  - podwersja ERJ-135 ER – Extended range, o wydłużonym zasięgu. Jest to podstawowy model 135; stanowi proste skrócenie ERJ-145, zabierając 37 pasażerów (o 13 mniej).
  - podwersja ERJ-135 LR – Long Range, o dalekim zasięgu. Zabiera więcej paliwa, posiadając lepsze silniki.
- wersja bardzo dalekiego zasięgu: ERJ-145 XR – Usprawnienie aerodynamiczne, z wingletami, zbiornikami paliwa z wersji typu LR, dodatkowym zbiornikiem paliwa przy ogonie, nośniejszymi skrzydłami i lepszymi silnikami. Jest to samolot szybszy, z większymi osiągami,
- dwie wywiadowcze wersje wojskowe, wyposażone w specjalistyczne radary i inne elektro-optyczne czujniki:
  - EMB 145 RS/AGS (samolot dla teledetekcji, ang. remote sensing / terenowego lotnictwa rozpoznawczego, Airborne Ground Surveillance). Poprzednio znany jako R-99 model B.
  - EMB 145 AEW&C (samolot wczesnego ostrzegania typu Airborne Early Warning and Control, według Brazylijskich Sił Powietrznych (FAB), które opracowały ten typ, jest to w 95% odpowiednik większych samolotów typu AWACS). Poprzednio znany jako R-99 model A.
- P-99, wersja wojskowa, przeznaczona dla patrolu morskiego i zwalczania okrętów podwodnych.

## Wymiary i osiągi

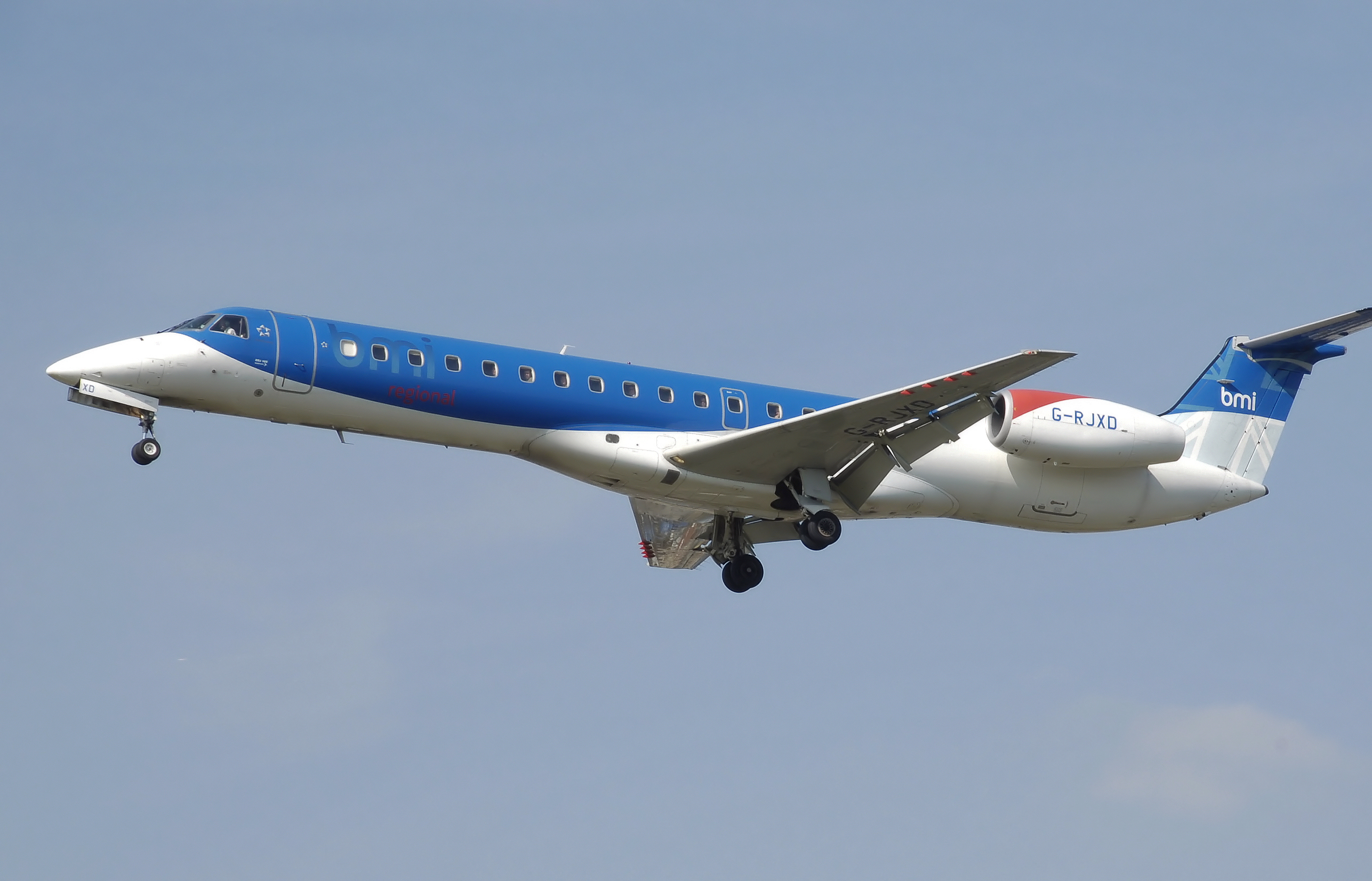
Embraer ERJ-145 linii BMI British Midland

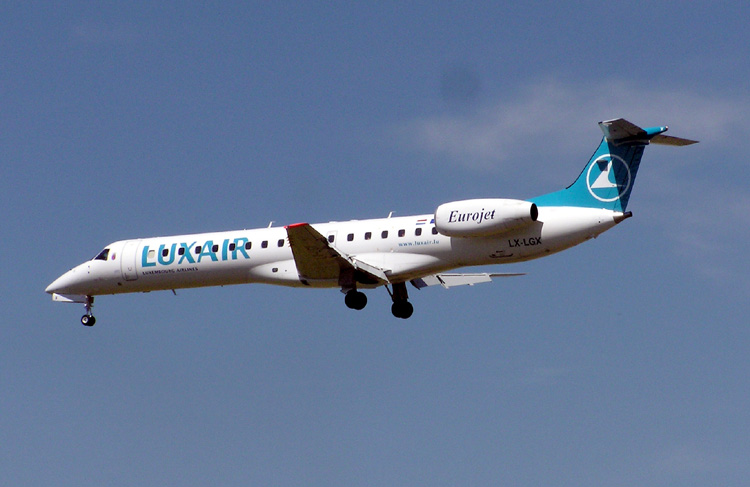
Embraer ERJ-145 w barwach Luxair

### ERJ-145
- Liczba pasażerów: 50 (48 lub 49 po wbudowaniu szafy)

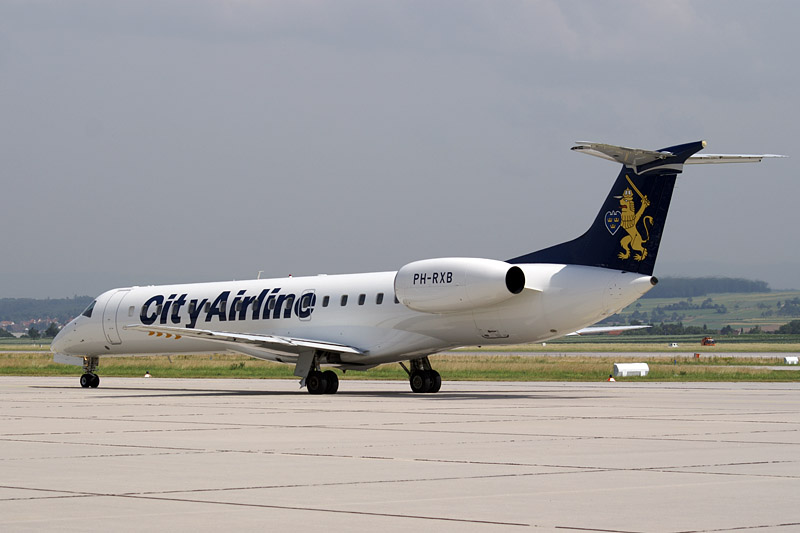
Embraer ERJ-145 linii City Airline

- Rozpiętość skrzydeł: 20,04 m
- Długość kadłuba: 29,87 m
- Wysokość: 6,75 m
- Powierzchnia nośna: 51,19 m²
- Zasięg: 1550 mil morskich

### ERJ-135
- Liczba pasażerów: 37
- Zasięg: 1750 mil morskich

### ERJ-140 LR
- Liczba pasażerów: 44
- Zasięg: 1650 mil morskich

### ERJ-145 XR
- Liczba pasażerów: 50
- Zasięg: 2000 mil morskich

## Embraer ERJ 145 family w Polsce
Polskie Linie Lotnicze LOT użytkowały 14 egzemplarzy samolotu ERJ-145.
Ostatni lot tej maszyny odbył się 15 kwietnia 2011 na trasie Gdańsk-Warszawa.